# Фомино-Свечниковское сельское поселение
Фомино-Свечниковское сельское поселение — муниципальное образование в Кашарском районе Ростовской области.
Административный центр поселения — хутор Вишневка.

## Административное устройство
В состав Фомино-Свечниковского сельского поселения входят:
- хутор Вишнёвка;
- посёлок Комсомольский;
- хутор Красина;
- хутор Краснощёков;
- хутор Ленинский;
- хутор Рожок;
- село Сариновка(313чел.);
- хутор Сергеевка;
- село Фомино-Свечниково(33чел.).

## Население
| 2010  | 2012  | 2013  | 2014  | 2015  | 2016  | 2017  |
| ----- | ----- | ----- | ----- | ----- | ----- | ----- |
| 1552  | ↘1530 | ↗1551 | ↘1534 | ↘1509 | ↘1505 | ↘1488 |
| 2018  | 2019  | 2020  | 2021  |       |       |       |
| ↘1472 | ↘1438 | ↘1408 | ↘1376 |       |       |       |